# Urgleptes delicatus
Urgleptes delicatus là một loài bọ cánh cứng trong họ Cerambycidae.